# Thierry de Chartres
Thierry de Chartres o Teodorico de Chartres (Theodoricus Chartrensis), llamado también Thierry el Bretón (Theodericus Brito), fue un teólogo y filósofo de corte platónico del siglo XII, muerto antes del año 1155, probablemente en 1150.

## Datos biográficos
Teólogo y filósofo, se considera que pudo haber sido hermano de Bernard de Chartres, fue uno de los grandes nombres de la famosa Escuela de Chartres. 
Fue maestro en Chartres desde aprox. el año 1121. Thierry fue canciller de Chartres después de que Gilberto de Poitiers, anterior en tal cargo, retornó a su ciudad natal en 1141. Juan de Salisbury, Hermann de Carintia, y Clarembaldo de Arrás fueron algunos de sus alumnos.

## Doctrina
Escribió su In Hexaemeron sobre los seis días del comienzo del mundo, sobre la creación bíblica, así como su Heptateuque, tratado sobre las siete artes liberales. Su obra entremezcla elementenos provenientes del Timeo de Platón al relato del Génesis.
También hay en Thierry de Chartres una reflexión matemática sobre la trinidad, a partir de ideas pitagóricas sobre el Uno y sobre sus nombres (Comentario sobre el 'De Trinitate' de Boecio).
Llamó a Moisés el más prudente de todos los filósofos.

### Obras
En latín:
- N. Häring (ed.), The Commentaries on Boethius by Thierry of Chartres and His School, Toronto, Pontifical Institute, 1971.
- Commentaire sur le Traité de l'invention rhétorique [de Cicéron] (De inventione rhetorica)
- Commentaire sur la rhétorique à Herennius [de Cicéron] (In Rhetoricam ad Herennium)
- Heptateucon

En español:
- Thierry de Chartres. Tratado de la obra de los seis dias (Tractatvs de sex diervm operibvs) estudio preliminar de Elisabeth Reinhardt y preámbulo filológico, traducción y comentario de María Pilar García Ruiz. Pamplona: EUNSA, 2007.

### Sobre Thierry de Chartres
- Benoît Patar, Dictionnaire des philosophes médiévaux, Longueuil (Québec), 2006, s. v. Thierry de Chartres, pp. 419-421, con bibliografía. ISBN 978-2-7621-2741-6 (parcialmente disponible en línea).
- C. Connochie-Bourgne, "L'œuvre des six jours selon Thierry de Chartres", en D. James-Raoul & O. Soutet (dir.), Par les mots et les textes. Mélanges offerts à Claude Thomasset, Presses de l'Université de Paris-Sorbonne, 2005, pp. 177-190.
- R. da Costa, “A Verdade é a medida eterna das coisas. A divindade no Tratado da Obra dos Seis Dias, de Teodorico de Chartres (†c.1155)" en Adriana Zierer (org.), Uma viagem pela Idade Média: estudos interdisciplinares. UFMA, 2010, (ISBN 978-85-86036-64-4). pp. 263-281
- Max Lejbowicz, Le premier témoin scolaire des Éléments arabo-latins d'Euclide: Thierry de Chartres et  l'Heptateuchon, en Revue d'histoire des sciences, 56.2, Paris, 2003, pp. 347-368 (en línea).